# Baron (bridge)
Baron es una convención utilizada en el juego de bridge para solicitar el inicio de la declaración de los palos cuartos en forma ascendente por ambos miembros de la pareja.
El canto se hace inmediatamente después de un remate de ST, mediante la declaración de Trébol al nivel inmediatamente superior. 
Por ejemplo: 

2♣ — 2♦

3 Sin Triunfos — 4♣ (Baron)

4♦ — 4♠

4 ♦ promete 4 cartas en el palo.
 
4♠ promete asimismo 4 cartas, negando a la pasada, poseer 4 cartas de ♥
Esta convención es incompatible con la convención Stayman, que utiliza el canto de ♣ para preguntar por palo mayor.
Sin embargo, es posible combinar ambas convenciones, utilizando, por ejemplo, Stayman para la pregunta de 2 ♣ y Baron para los niveles superiores.